# Wish You the Best
Wish You the Best è il primo album di raccolta della cantante giapponese Mai Kuraki, pubblicato nel 2004.

## Tracce
1. Love, Day After Tomorrow – 4:04
2. Stay by My Side – 4:27
3. Secret of My Heart – 4:27
4. Never Gonna Give You Up – 4:01
5. Delicious Way – 3:53
6. Simply Wonderful (Radio Edit) – 3:54
7. Reach for the Sky – 4:49
8. Tsumetai Umi – 4:42
9. Stand Up – 4:38
10. Always – 4:08
11. Winter Bells – 4:38
12. Feel Fine! – 4:50
13. Like a Star in the Night – 5:36
14. Time After Time (Hana Mau Machi de) – 5:36
15. Kaze no La La La – 4:23
16. Tonight, I Feel Close to You (Duetto con Stefanie Sun) – 4:06